# Цивільний кодекс

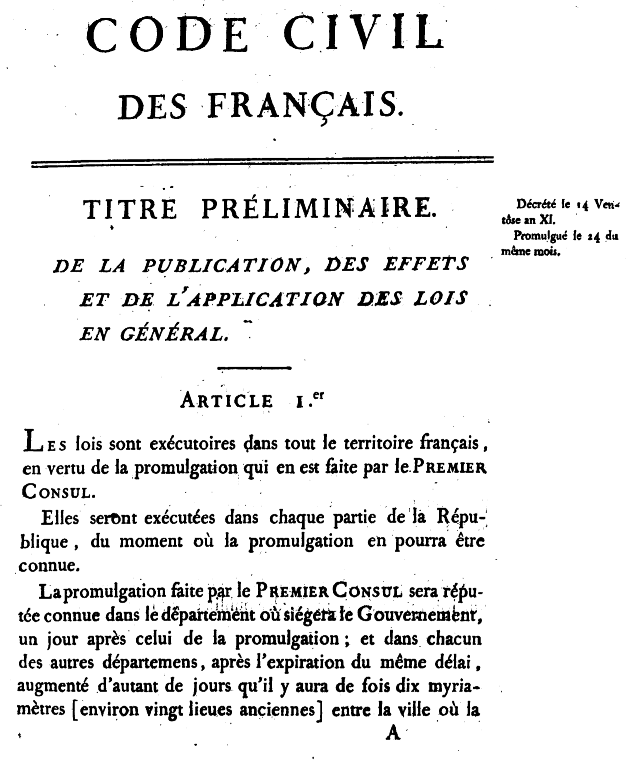
Початок тексту першого видання Цивільного кодексу Наполеона

Цивільний кодекс — систематизований законодавчий акт, що містить розміщені за певною системою норми цивільного права. При цьому може використовуватись як інституційна система, так і пандектна система.

## Сфера регулювання
За своєю суттю та призначенням Цивільний кодекс є кодексом приватного права, тобто провідним актом у системі законодавства, що регулює відносини у приватній сфері, його положення мають застосовуватися не тільки до традиційних «суто цивільних» відносин, а й до взаємин суб'єктів споріднених відносин. Так, до регулювання сімейних відносин, при використанні найманої праці, у сферах використання природних ресурсів та охорони довкілля норми ЦК застосовуються субсидіарно, тобто у випадках, якщо ці відносини не врегульовані іншими (спеціальними) актами законодавства.